# Dicranomyia (Dicranomyia) baileyi baileyi
Dicranomyia (Dicranomyia) baileyi baileyi is een ondersoort van de tweevleugelige Dicranomyia (Dicranomyia) baileyi uit de familie steltmuggen (Limoniidae). De ondersoort komt voor in het Palearctisch gebied.